# Марлборо (Масачусетс)
Марлборо (енгл. Marlborough) град је у америчкој савезној држави Масачусетс. По попису становништва из 2010. у њему је живело 38.499 становника.

## Демографија
Према попису становништва из 2010. у граду је живело 38.499 становника, што је 2.244 (6,2%) становника више него 2000. године.
| Група             | 2000.          | 2010.          |
| Белци             | 30.778 (84,9%) | 28.953 (75,2%) |
| Афроамериканци    | 787 (2,2%)     | 1.061 (2,8%)   |
| Азијати           | 1.364 (3,8%)   | 1.933 (5,0%)   |
| Хиспаноамериканци | 2.196 (6,1%)   | 4.174 (10,8%)  |
| Укупно            | 36.255         | 38.499         |